# Tetiana Łazarewa
Tetiana Wiktoriwna Łazarewa (ukr. Тетяна Вікторівна Лазарева; ur. 4 lipca 1981) – ukraińska zapaśniczka w stylu wolnym. Dwukrotna olimpijka. Ósma w Atenach 2004 i piąta w Londynie 2012 (kategoria 55 kg).
Zdobyła cztery medale na mistrzostwach świata, srebro w 2000 i 2008. Pięciokrotna medalistka mistrzostw Europy, złoto w 2001 i 2002. Druga w Pucharze Świata w 2002 i szósta w 2015. Najlepsza na akademickich mistrzostwach świata w 2004. Mistrzyni Europy juniorów w 1999 i 2000. Wicemistrzyni świata juniorów 1999 roku.